# 山茱萸属
山茱萸属（學名：Cornus），又称梾木属，是山茱萸科的一个属，约30-50种，为灌木或乔木。聚伞花序，没有明显的苞叶，花为白色或黄色，果实为红色、蓝色或白色。属名Cornus源于拉丁语cornu，意为“角”。

## 分類

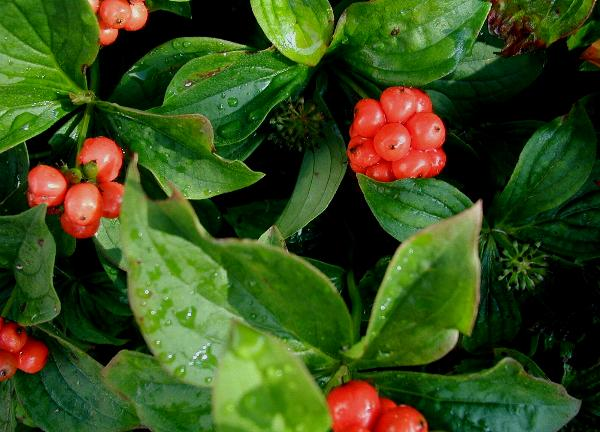
加拿大草茱萸

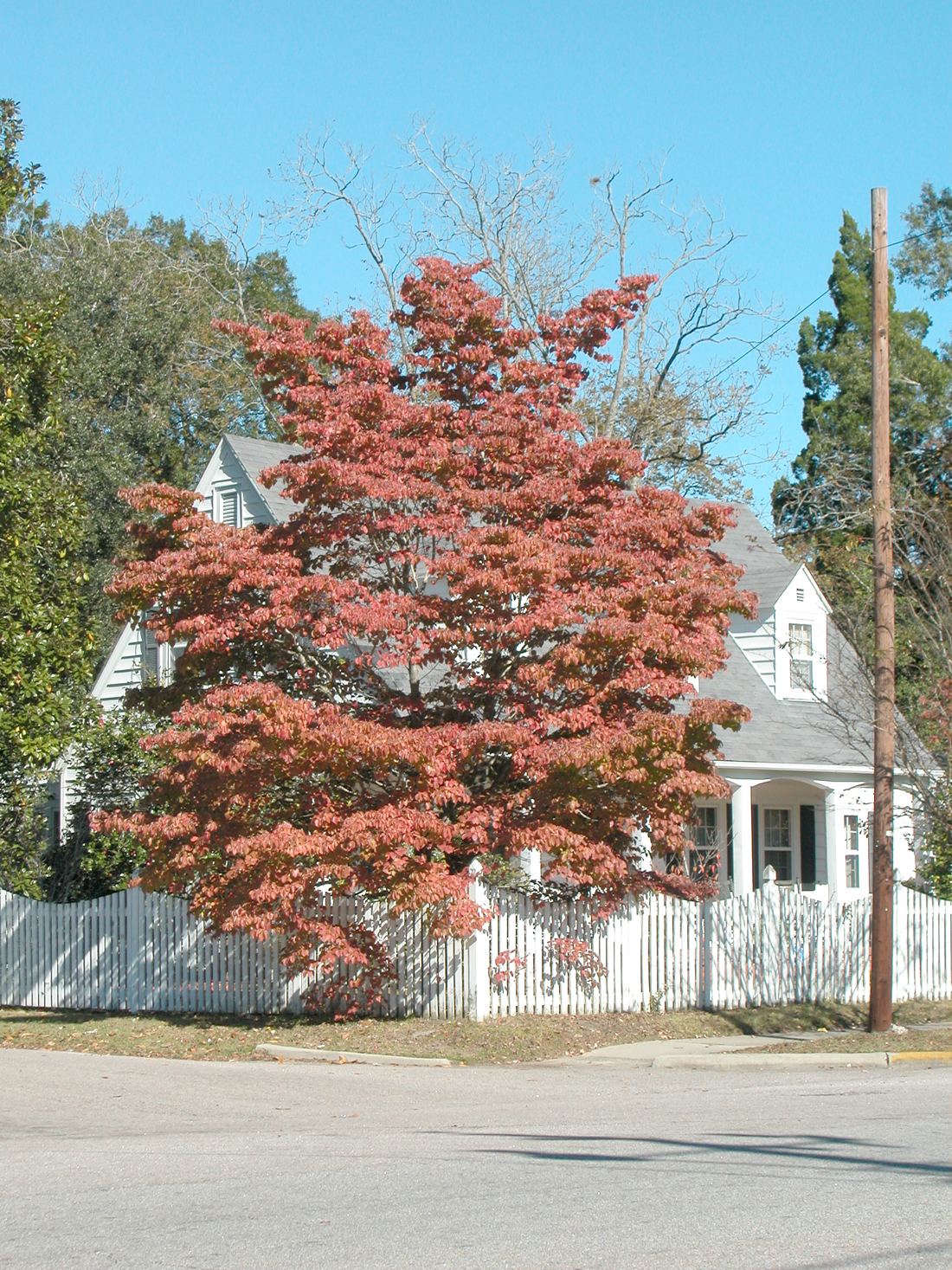
秋季的花水木

山茱萸亚属：有4种，都是灌木或小乔木，花簇有鲜艳的花冠。
- 川鄂山茱萸 Cornus chinensis ，原生于中国。
- 大果山茱萸 Cornus mas ，原生于地中海地区。
- 山茱萸 Cornus officinalis ，原生于中国。
- 黑实山茱萸 Cornus sessilis ，原生于美国加利福尼亚州。

梾木亚属，（Swida）大约有20-30种，都是灌木，没有明显的花冠。
- 红瑞木 Cornus alba (Swida alba)，原生于西伯利亚和中国北方。
- 宝塔茱萸 Cornus alternifolia (Swida alternifolia)，原生于美国东北部和加拿大东南部。
- 天蓝梾木 Cornus amomum (Swida amomum; Silky Dogwood)，原生于美国东部和加拿大东南。
- Cornus asperifolia (Swida asperifolia; Rough-leaf Dogwood).
- 华南梾木 Cornus austrosinensis (Swida austrosinensis)，原生于东亚。
- 沙梾 Cornus bretschneideri (Swida bretschneideri)，原生于中国北方。
灯台树的果实
- 灯台树 Cornus controversa (Swida controversa)，原生于东亚。
- 朝鲜梾木 Cornus coreana (Swida coreana)，原生于东北亚。
- 粗叶梾木 Cornus drummondii (Swida drummondii)，原生于美国中部。
- 棕梾木 Cornus glabrata (Swida glabrata)，原生于美国西北。
- 红椋子 Cornus hemsleyi (Swida hemsleyi)，原生于中国西南。
- 川陕梾木 Cornus koehneana (Swida koehneana)，原生于中国西部。
- 梾木 Cornus macrophylla (Swida macrophylla)，原生于东亚。
- 斜叶梾木 Cornus obliqua (Swida obliqua)，原生于北美东部。
- 樟叶梾木 Cornus oligophlebia (Swida oligophlebia）
- 小梾木 Cornus paucinervis (Swida paucinervis)，原生于中国。.
- 灰枝梾木 Cornus racemosa (Swida racemosa)，原生于美国东部和加拿大东南。
- 圆叶梾木 Cornus rugosa (Swida rugosa)，原生于美国东北部和加拿大东南部。
- 欧洲红瑞木 Cornus sanguinea (Swida sanguinea)，原生于欧洲。
- Cornus sericea (C. stolonifera; Swida stolonifera; 红梗木)，原生于北美北部。
- 美国梾木 Cornus stricta (Swida stricta)，原生于美国东南部。
- 毛梾 Cornus walteri (Swida walteri)，原生于中国中部。
- 光皮梾木 Cornus wilsoniana (Swida wilsoniana)，原生于中国中部。花较小，一般为绿色，外面有类似花瓣的大苞叶,果实通常为红色：

草茱萸亚属 Chamaepericlymenum，有2种，藤本匍匐枝。
- 加拿大草茱萸 Cornus canadensis (Chamaepericlymenum canadense)，原生于北美北部。
- 欧亚草茱萸 Cornus suecica (Chamaepericlymenum suecicum)，原生于欧亚大陆北部，部分分布在北美西北。
- Cornus x unalaschkensis ( C. canadensis x C. suecica)，分布在阿留申群岛和格陵兰岛。

四照花亚属 Benthamidia (也叫 Dendrobenthamia, 或 Cynoxylon)，5种开花的乔木。
- 头状四照花 Cornus capitata (Benthamidia capitata)，原生于喜马拉雅山区。
- 大花四照花 Cornus florida (Benthamidia florida)，原生于美国东部和大平原地区。
- 香港四照花 Cornus hongkongensis (Benthamidia hongkongensis)，原生于中国南方，老挝和越南。
- 四照花 Cornus kousa (Benthamidia kousa)，原生于中国北方和中部、日本。
- 太平洋四照花 Cornus nuttallii (Benthamidia nuttallii)，原生于北美西部沿海。
- 墨西哥四照花 Cornus urbaniana (Benthamidia urbaniana)，原生于墨西哥。

亚属地位未定：
- Cornus sunhangii T.Deng, Z.Y.Lv & Zhi M.Li, 2019[2]